# RBS Notícias
O RBS Notícias é um telejornal local brasileiro produzido pela RBS TV Porto Alegre e exibido pelas emissoras da RBS TV em todo o Rio Grande do Sul no horário dedicado pela TV Globo aos telejornais regionais noturnos (Praça TV 2ª Edição). A atração é comandada por Elói Zorzetto, editor e apresentador, e Daniela Ungaretti, editora e apresentadora.

## Formato
O telejornal abrange temas de relevância e interesse da sociedade em meia hora de produção, dividido em três blocos. Seu formato é caracterizado pelo foco na discussão e análise de assuntos como política, economia, saúde, habitação e esportes, além de abrir espaço para prestação de serviço e reportagens investigativas.
Desde 5 de outubro de 2015 que a atração é exibida em rede para todo o Rio Grande do Sul, gerada a partir dos estúdios da RBS TV em Porto Alegre.
«RBS TV extingue blocos locais em telejornal e anuncia mudanças». Coletiva.net. 2 de outubro de 2015. Consultado em 6 de outubro de 2015

## Cenário
Até 2 de julho de 2007, o RBS Notícias é apresentado direto da redação da emissora. No interior, as emissoras utilizavam o estúdio triedro desde 22 de novembro de 2010, que atualmente é utilizado apenas no Jornal do Almoço. Em 2 de dezembro de 2013, o RBS Noticias passou a ser exibido em alta definição. Em 13 de agosto de 2018,  estreou nova vinheta e novos pacotes gráficos adotando os GCs para nomes de repórteres e entrevistados, além de alguns ajustes na redação da emissora. Priorizando a limpeza visual, não adota GC fixo, como em outras afiliadas da TV Globo. Em 19 de agosto de 2019, estreou um novo cenário, assim como os outros telejornais da emissora.

## Versão catarinense
A RBS TV também atuou em Santa Catarina entre 1 de maio de 1979 e 15 de agosto de 2017. Em 7 de março de 2016 o Grupo RBS anunciou a venda de suas operações de televisão, rádio e jornais no estado. As empresas passaram a compor o novo portfólio de mídia do Grupo NC, de propriedade de Carlos Sanchez, empresário do ramo farmacêutico.
O processo de transição levou aproximadamente quatro anos, e incluiu mudança de marca e nomenclatura da emissora de televisão, afiliada à TV Globo. Em 15 de agosto de 2017, um ano e meio após o anúncio do acordo, a RBS TV passou a se chamar NSC TV, e consequentemente, o telejornal local noturno, antes denominado RBS Notícias, passou a ser o NSC Notícias em Santa Catarina.